# Jerry Harrison
Jerry Harrison   (Milwaukee, 21 de febrer de 1949) és un compositor, músic, productor i empresari nord-americà. És famós per haver estat teclista i guitarrista per al grup de New wave Talking Heads i com a membre original dels The Modern Lovers. El 2002, Harrison va entrar al Rock and Roll Hall of Fame com a membre dels Talking Heads.

## Carrera
Va néixer a Milwaukee, Wisconsin. Va tocar amb Jonathan Richman al grup The Modern Lovers quan era estudiant d'arquitectura a Harvard. Un amic mutu va presentar Harrison a Richman i van establir un lligam per la seva admiració compartida a la Velvet Underground. Va afegir-se als Modern Lovers a principis de 1971, tocant al seu àlbum de debut de 1972 (que no es va publicar fins al 1976), i va plegar el febrer de 1974 quan Richman volia fer cançons menys sorolloses.
Harrison va ingressar als Talking Heads el 1977, després de la publicació del seu primer senzill "Love → Building on Fire".
Entre els discos en solitari de Harrison hi ha The Red and the Black, Casual Gods, i Walk on Water.
Després de la dissolució dels Talking Heads, el 1991, Harrison es va dedicar a la producció, i va treballar en discos d'èxit de grups com Hockey, Violent Femmes, The BoDeans, The Von Bondies, General Public, Live, Crash Test Dummies, The Verve Pipe, Rusted Root, Stroke 9, The Bogmen, Black 47, The Mayfield Four, Of A Revolution, No Doubt, Josh Joplin, The Black and White Years, Kenny Wayne Shepherd, Bamboo Shoots, the String Cheese Incident i The Gracious Few. També és president del Consell de Garageband.com ("un recurs de música per internet que va cofundar el 1999").

## Treball en cinema
Harrison, com a membre dels Talking Heads, apareix en la pel·lícula de 1984 Stop Making Sense, dirigida per Jonathan Demme. També durant l'època dels Talking Heads, Harrison va fer cameos com a doble de Billy Idol i Prince a la pel·lícula de David Byrne de 1986 True Stories.